# Recopa Sudamericana 2007
La Recopa Sudamericana 2007, denominada por motivos comerciales Recopa Visa Sudamericana 2007, fue la decimoquinta edición del torneo organizado por la Confederación Sudamericana de Fútbol, que enfrenta anualmente al campeón de la Copa Libertadores de América con el campeón de la Copa Sudamericana.
Fue disputada por Internacional de Brasil, ganador de la Copa Libertadores 2006, y Pachuca de México, campeón de la Copa Sudamericana 2006. Ambos equipos se enfrentaron en dos partidos jugados los días 31 de mayo y 7 de junio de 2007, en el Estadio Hidalgo de Pachuca de Soto, en México, y en el Beira-Rio de Porto Alegre, Brasil, respectivamente. Internacional se consagró campeón del torneo al superar a su rival con un marcador global de 5-2. La goleada de 4-0 obtenida por el conjunto colorado en el partido de vuelta es la victoria con mayor diferencia de goles en la historia de la competición.

## Equipos participantes
|  | Internacional |  | Bandera de Brasil |  | Campeón de la Copa Libertadores (2006) |
|  | Pachuca       |  | Bandera de México |  | Campeón de la Copa Sudamericana (2006) |

## Sedes
| Pachuca                        | Porto Alegre                   |
| ------------------------------ | ------------------------------ |
| Estadio Hidalgo                | Estadio Beira-Rio              |
| Capacidad: 25 922 espectadores | Capacidad: 50 842 espectadores |
|                                |                                |

## Resultados
| Bandera de Brasil | vs. | Bandera de México |
| Internacional 1 4 | vs. | Pachuca 2 0       |

### Partido de ida
| 31 de mayo de 2007, 21:30 (UTC-6) | Pachuca          | 2:1 (1:1) | Internacional | Estadio Hidalgo, Pachuca de Soto                           |                                                            |
|                                   | Giménez 17', 80' |           | 4' Pato       | Asistencia: 10 080 espectadores Árbitro(s): Carlos Chandía | Asistencia: 10 080 espectadores Árbitro(s): Carlos Chandía |

| 1          | POR        | Miguel Calero      |     |
| 2          | DEF        | Leobardo López     |     |
| 3          | DEF        | Aquivaldo Mosquera |     |
| 13         | DEF        | Fernando Salazar   |     |
| 21         | DEF        | Fausto Pinto       |     |
| 22         | DEF        | Paul Aguilar       |     |
| 6          | MED        | Jaime Correa       | 55' |
| 8          | MED        | Gabriel Caballero  |     |
| 9          | DEL        | Luis Landín        | 55' |
| 7          | DEL        | Damián Álvarez     |     |
| 19         | DEL        | Christian Giménez  | 85' |
| Entrenador | Entrenador | Enrique Meza       |     |

| 12         | POR        | Clemer              |     |
| 2          | DEF        | Ceará               |     |
| 6          | DEF        | Mineiro             |     |
| 13         | DEF        | Sidnei              |     |
| 23         | DEF        | Rubens Cardoso      |     |
| 5          | MED        | Wellington Monteiro |     |
| 8          | MED        | Edinho              |     |
| 21         | MED        | Pinga               | 80' |
| 17         | MED        | Maycon              |     |
| 9          | MED        | Fernandão           | 77' |
| 11         | DEL        | Alexandre Pato      | 61' |
| Entrenador | Entrenador | Alexandre Gallo     |     |

| 16 | DEF | Carlos Rodríguez  | 55' |
| 11 | DEL | Juan Carlos Cacho | 55' |
| 17 | DEL | Omar Arellano     | 85' |

| 10 | DEL | Iarley    | 61' |
| 18 | DEL | Christian | 77' |
| 16 | MED | Perdigão  | 80' |

| Anotado | 17' | Christian Giménez | 1:1 |
| Anotado | 80' | Christian Giménez | 2:1 |

| Anotado | 4' | Alexandre Pato | 0:1 |

| Amonestado | 30' | Luis Landín        |
| Amonestado | 40' | Aquivaldo Mosquera |
| Amonestado | 83' | Fausto Pinto       |

| Amonestado | 21' | Wellington Monteiro |
| Amonestado | 60' | Mineiro             |
| Amonestado | 68' | Edinho              |

| Árbitro             | Carlos Chandía   |
| Árbitros asistentes | Lorenzo Acuña    |
| Árbitros asistentes | Manuel Rodríguez |
| Cuarto árbitro      | Eduardo Ponce    |

| 1          | POR        | Miguel Calero      |     |
| 2          | DEF        | Leobardo López     |     |
| 3          | DEF        | Aquivaldo Mosquera |     |
| 13         | DEF        | Fernando Salazar   |     |
| 21         | DEF        | Fausto Pinto       |     |
| 22         | DEF        | Paul Aguilar       |     |
| 6          | MED        | Jaime Correa       | 55' |
| 8          | MED        | Gabriel Caballero  |     |
| 9          | DEL        | Luis Landín        | 55' |
| 7          | DEL        | Damián Álvarez     |     |
| 19         | DEL        | Christian Giménez  | 85' |
| Entrenador | Entrenador | Enrique Meza       |     |

| 12         | POR        | Clemer              |     |
| 2          | DEF        | Ceará               |     |
| 6          | DEF        | Mineiro             |     |
| 13         | DEF        | Sidnei              |     |
| 23         | DEF        | Rubens Cardoso      |     |
| 5          | MED        | Wellington Monteiro |     |
| 8          | MED        | Edinho              |     |
| 21         | MED        | Pinga               | 80' |
| 17         | MED        | Maycon              |     |
| 9          | MED        | Fernandão           | 77' |
| 11         | DEL        | Alexandre Pato      | 61' |
| Entrenador | Entrenador | Alexandre Gallo     |     |

| 16 | DEF | Carlos Rodríguez  | 55' |
| 11 | DEL | Juan Carlos Cacho | 55' |
| 17 | DEL | Omar Arellano     | 85' |

| 10 | DEL | Iarley    | 61' |
| 18 | DEL | Christian | 77' |
| 16 | MED | Perdigão  | 80' |

| Anotado | 17' | Christian Giménez | 1:1 |
| Anotado | 80' | Christian Giménez | 2:1 |

| Anotado | 4' | Alexandre Pato | 0:1 |

| Amonestado | 30' | Luis Landín        |
| Amonestado | 40' | Aquivaldo Mosquera |
| Amonestado | 83' | Fausto Pinto       |

| Amonestado | 21' | Wellington Monteiro |
| Amonestado | 60' | Mineiro             |
| Amonestado | 68' | Edinho              |

| Árbitro             | Carlos Chandía   |
| Árbitros asistentes | Lorenzo Acuña    |
| Árbitros asistentes | Manuel Rodríguez |
| Cuarto árbitro      | Eduardo Ponce    |

### Partido de vuelta
| 7 de junio de 2007, 21:50 (UTC-3) | Internacional                                                | 4:0 (1:0) | Pachuca | Estadio Beira-Rio, Porto Alegre                             |                                                             |
|                                   | Alex 30' (pen.) · Pinga 50' · Pato 64' · Mosquera 77' (a.g.) |           |         | Asistencia: 46 744 espectadores Árbitro(s): Sergio Pezzotta | Asistencia: 46 744 espectadores Árbitro(s): Sergio Pezzotta |

| 12         | POR        | Clemer              |     |
| 2          | DEF        | Ceará               |     |
| 3          | DEF        | Índio               |     |
| 13         | DEF        | Sidnei              | 80' |
| 23         | DEF        | Rubens Cardoso      | 64' |
| 15         | MED        | Alex                |     |
| 5          | MED        | Wellington Monteiro |     |
| 8          | MED        | Edinho              |     |
| 21         | MED        | Pinga               | 84' |
| 10         | DEL        | Iarley              |     |
| 11         | DEL        | Alexandre Pato      |     |
| Entrenador | Entrenador | Alexandro Gallo     |     |

| 1          | POR        | Miguel Calero      |     |
| 2          | DEF        | Leobardo López     |     |
| 3          | DEF        | Aquivaldo Mosquera |     |
| 13         | DEF        | Fernando Salazar   | 46' |
| 21         | DEF        | Fausto Pinto       |     |
| 14         | DEF        | Marvin Cabrera     | 79' |
| 6          | MED        | Jaime Correa       |     |
| 8          | MED        | Gabriel Caballero  |     |
| 10         | MED        | Andrés Chitiva     | 60' |
| 11         | DEL        | Juan Carlos Cacho  |     |
| 19         | DEL        | Christian Giménez  |     |
| Entrenador | Entrenador | Enrique Meza       |     |

| 17 | MED | Maycon   | 64' |
| 6  | DEF | Mineiro  | 80' |
| 16 | MED | Perdigão | 84' |

| 7  | DEL | Damián Álvarez   | 46' |
| 9  | MED | Luis Landín      | 60' |
| 16 | DEF | Carlos Rodríguez | 79' |

| Anotado · Penal   | 30' | Alex               | 1:0 |
| Anotado           | 50' | Pinga              | 2:0 |
| Anotado           | 64' | Alexandre Pato     | 3:0 |
| Anotado · Autogol | 77' | Aquivaldo Mosquera | 4:0 |

|  |  |  |  |

| Amonestado | 40' | Rubens Cardoso |
| Amonestado | 45' | Iarley         |
| Amonestado | 58' | Alex           |
| Amonestado | 62' | Sidnei         |

|  |  |  |

|  |  |  |

| Otorgado · Expulsado | 81' | Fausto Pinto |

| Árbitro             | Sergio Pezzotta |
| Árbitros asistentes | Ricardo Casas   |
| Árbitros asistentes | Walter Velaz    |
| Cuarto árbitro      | Gabriel Favale  |

| 12         | POR        | Clemer              |     |
| 2          | DEF        | Ceará               |     |
| 3          | DEF        | Índio               |     |
| 13         | DEF        | Sidnei              | 80' |
| 23         | DEF        | Rubens Cardoso      | 64' |
| 15         | MED        | Alex                |     |
| 5          | MED        | Wellington Monteiro |     |
| 8          | MED        | Edinho              |     |
| 21         | MED        | Pinga               | 84' |
| 10         | DEL        | Iarley              |     |
| 11         | DEL        | Alexandre Pato      |     |
| Entrenador | Entrenador | Alexandro Gallo     |     |

| 1          | POR        | Miguel Calero      |     |
| 2          | DEF        | Leobardo López     |     |
| 3          | DEF        | Aquivaldo Mosquera |     |
| 13         | DEF        | Fernando Salazar   | 46' |
| 21         | DEF        | Fausto Pinto       |     |
| 14         | DEF        | Marvin Cabrera     | 79' |
| 6          | MED        | Jaime Correa       |     |
| 8          | MED        | Gabriel Caballero  |     |
| 10         | MED        | Andrés Chitiva     | 60' |
| 11         | DEL        | Juan Carlos Cacho  |     |
| 19         | DEL        | Christian Giménez  |     |
| Entrenador | Entrenador | Enrique Meza       |     |

| 17 | MED | Maycon   | 64' |
| 6  | DEF | Mineiro  | 80' |
| 16 | MED | Perdigão | 84' |

| 7  | DEL | Damián Álvarez   | 46' |
| 9  | MED | Luis Landín      | 60' |
| 16 | DEF | Carlos Rodríguez | 79' |

| Anotado · Penal   | 30' | Alex               | 1:0 |
| Anotado           | 50' | Pinga              | 2:0 |
| Anotado           | 64' | Alexandre Pato     | 3:0 |
| Anotado · Autogol | 77' | Aquivaldo Mosquera | 4:0 |

|  |  |  |  |

| Amonestado | 40' | Rubens Cardoso |
| Amonestado | 45' | Iarley         |
| Amonestado | 58' | Alex           |
| Amonestado | 62' | Sidnei         |

|  |  |  |

|  |  |  |

| Otorgado · Expulsado | 81' | Fausto Pinto |

| Árbitro             | Sergio Pezzotta |
| Árbitros asistentes | Ricardo Casas   |
| Árbitros asistentes | Walter Velaz    |
| Cuarto árbitro      | Gabriel Favale  |

|                                   |
| Bandera de Brasil                 |
| Campeón Internacional 1.er título |